# Embalse de Pichi Picún Leufú
El Embalse Pichi Picún Leufú es el tercero de cinco embalses sobre el río Limay al noroeste de la región del Comahue, Argentina, cerca de la localidad de Piedra del Águila, a 40°40′S 69°59′O / -40.667, -69.983, y a 230 km hacia aguas arriba de la ciudad de Neuquén. 
El embalse genera hidroelectricidad y regula el caudal del río Limay. Mide 45 m de alto y 1.045 m de longitud y fue hecho con 1.562.000 m³ de material granular. 

## Datos del embalse
- Nivel máximo: 480,20 m s. n. m.

Esquema del lago formado por el embalse Pichi Picún Leufú sobre el río Limay.

- Nivel máximo normal: 479 m s. n. m.
- Nivel mínimo normal: 477 m s. n. m.
- Área del embalse a nivel máx. normal:	19 km²
- Volumen activo de operación:	35 hm³
- Volumen total del embalse:>	197 hm³
- Módulo del río Limay:	720 m³/s

## Aprovechamiento hidroeléctrico
Pichi Picún Leufú consta de un cierre central con una presa de materiales sueltos con paramento impermeable de concreto, un vertedero con 6 compuertas radiales, una central Hidroeléctrica y una toma integrada a la misma.
La pantalla de concreto está sobre talud aguas arriba. El vertedero puede evacuar 10.300 m³/s. Fue construido por un consorcio formado por la multinacional sueca Skanska, por la argentina IMPSA ( Industrias Metalúrgicas Pescarmona ) y la obra civil fue realizada por las constructoras Odebrecht ( Brasil ) y Benito Roggio ( Argentina ), e inaugurada el 30 de agosto de 1999.
El reservorio tiene 19 km² y un volumen de 197 hm³ en máxima condición normal. 
La planta hidroeléctrica tiene una potencia instalada de 261 MW; genera anualmente 1.080 GWh, empleando tres turbinas Kaplan. Completan el equipo electromecánico los transformadores elevadores de tensión y una estación de maniobras de 500 kV.

## Toponimia
- Pichi Picún Leufú: pequeño río que va hacia el norte, en mapuche